# Bauhinia capuronii
Bauhinia capuronii är en ärtväxtart som beskrevs av Du Puy och Raymond Rabevohitra. Bauhinia capuronii ingår i släktet Bauhinia och familjen ärtväxter. Inga underarter finns listade i Catalogue of Life.